# بطولة أمريكا المفتوحة 1991 - الزوجي المختلط
في بطولة أمريكا المفتوحة 1991 - الزوجي المختلط فاز كل من مانون بوليجراف وتوم نيسن على أرانتشا سانتشيث فيكاريو وإميليو سانشيز في المباراة النهائية بنتيجة 6–2، 7–6 (7–2).

## التوزيع
1. إليزابيث سميلي /  جون فيتزجيرالد (تنس) (الجولة الثانية)
2. أرانتشا سانتشيث فيكاريو /  إميليو سانشيز (النهائي)
3. جيل هيثرنجتون /  جلين ميتشيباتا (ربع النهائي)
4. نتاشا زفريفا /  جيم بف (الجولة الأولى)
5. روبن وايت (تنس) /  داني فيسر (ربع النهائي)
6. باتي فينديك /  مارك وودفورد (الجولة الثانية)
7. غريتشن ماجيرس /  تود ويتسكين (الجولة الثانية)
8. نيكول برادتكه /  تود وودبريدج (ربع النهائي)

## المباريات

### مفتاح
- Q = متأهل Qualifier
- WC = وايلد كارد Wild Card
- LL = خاسر محظوظ Lucky Loser
- Alt = بديل Alternate
- SE = Special Exempt
- PR = تصنيف محمي Protected Ranking
- w/o = فوز سهل Walkover
- r = انسحاب Retired
- d = Defaulted
- SR = Special ranking
- ITF = ITF entry
- JE = Junior exempt

### النهائي
| النهائي |                                       |   |    |  |
|         |                                       |   |    |  |
|         |                                       |   |    |  |
|         | مانون بوليجراف توم نيسن               | 6 | 7  |  |
| 2       | أرانتشا سانتشيث فيكاريو إميليو سانشيز | 2 | 62 |  |